# Major League Quidditch
Major League Quidditch (MLQ) (em português: Liga Maior de Quadribol) é uma liga fantasy de Quadribol trouxa (com regras próprias e não-oficiais, que reúne seleções de regiões ou cidades americanas e mais duas equipes canadenses). A liga é composta por 15 equipes - 13 dos EUA e 2 do Canadá. A temporada da MLQ ocorre de junho a agosto, com cada equipe das divisões Sul e Norte jogando 12 partidas na temporada regular (com exceção da temporada 2021, com calendário modificado por conta da Covid-19), ou seja, uma série de 3 jogos pra cada 4 confrontos. Apenas na divisão Leste são 15 jogos, série de 3 jogos pra cada 5 confrontos. Os campeões das divisões se classificam direto para as quartas dos playoffs, que  ocorrem em 4 fases de jogos eliminatórios. Estes playoffs é a chamada MLQ Championship, a fase nacional da liga, que se inicia com o Bracket primário entre o 4º e o 13° melhores na fase regular, com uma partida para cada confronto. Nas quartas, semis e finais, entre os 5 melhores do Bracket primário mais os 3 campeões das divisões, voltam a série de três jogos, com a diferença que duas primeiras vitórias do mesmo time dispensam o terceiro jogo. O vencedor fica com o troféu Benepe.